# Lista de finais masculinas juvenis em simples do Torneio de Wimbledon
Esta é a lista de finais masculinas juvenis em simples do Torneio de Wimbledon.

## Por ano
| Ano                                                         | Campeão                     | Vice-campeão         | Resultado               |
| ----------------------------------------------------------- | --------------------------- | -------------------- | ----------------------- |
| 2024                                                        | Nicolai Budkov Kjær         | Mees Röttgering      | 6–3, 6–3                |
| 2023                                                        | Henry Searle                | Yaroslav Demin       | 6–4, 6–4                |
| 2022                                                        | Mili Poljičak               | Michael Zheng        | 7–62, 7–63              |
| 2021                                                        | Samir Banerjee              | Victor Lilov         | 7–5, 6–3                |
| Torneio não realizado em 2020 devido à pandemia de COVID-19 |                             |                      |                         |
| 2019                                                        | Shintaro Mochizuki          | Carlos Gimeno Valero | 6–3, 6–2                |
| 2018                                                        | Tseng Chun-hsin             | Jack Draper          | 6–1, 26–7, 6–4          |
| 2017                                                        | Alejandro Davidovich Fokina | Axel Geller          | 7–62, 6–3               |
| 2016                                                        | Denis Shapovalov            | Alex De Minaur       | 4–6, 6–1, 6–3           |
| 2015                                                        | Reilly Opelka               | Mikael Ymer          | 7–65, 6–4               |
| 2014                                                        | Noah Rubin                  | Stefan Kozlov        | 6–4, 4–6, 6–3           |
| 2013                                                        | Gianluigi Quinzi            | Hyeon Chung          | 7–5, 7–62               |
| 2012                                                        | Filip Peliwo                | Luke Saville         | 7–5, 6–4                |
| 2011                                                        | Luke Saville                | Liam Broady          | 2–6, 6–4, 6–2           |
| 2010                                                        | Márton Fucsovics            | Benjamin Mitchell    | 6–4, 6–4                |
| 2009                                                        | Andrey Kuznetsov            | Jordan Cox           | 4–6, 6–2, 6–2           |
| 2008                                                        | Grigor Dimitrov             | Henri Kontinen       | 7–5, 6–3                |
| 2007                                                        | Donald Young                | Vladimir Ignatic     | 7–5, 6–1                |
| 2006                                                        | Thiemo de Bakker            | Marcin Gawron        | 6–2, 7–64               |
| 2005                                                        | Jérémy Chardy               | Robin Haase          | 6–4, 6–3                |
| 2004                                                        | Gaël Monfils                | Miles Kasiri         | 7–5, 7–66               |
| 2003                                                        | Florin Mergea               | Chris Guccione       | 6–2 7–63                |
| 2002                                                        | Todd Reid                   | Lamine Ouahab        | 7–65, 6–4               |
| 2001                                                        | Roman Valent                | Gilles Müller        | 3–6, 7–5, 6–3           |
| 2000                                                        | Nicolas Mahut               | Mario Ančić          | 3–6, 6–3, 7–5           |
| 1999                                                        | Jürgen Melzer               | Kristian Pless       | 7–67, 6–3               |
| 1998                                                        | Roger Federer               | Irakli Labadze       | 6–4, 6–4                |
| 1997                                                        | Wesley Whitehouse           | Daniel Elsner        | 6–3, 7–66               |
| 1996                                                        | Vladimir Voltchkov          | Ivan Ljubičić        | 3–6, 6–2, 6–3           |
| 1995                                                        | Olivier Mutis               | Nicolas Kiefer       | 6–2, 6–2                |
| 1994                                                        | Scott Humphries             | Mark Philippoussis   | 7–65, 3–6, 6–4          |
| 1993                                                        | Răzvan Sabău                | Jimy Szymanski       | 6–1, 6–3                |
| 1992                                                        | David Škoch                 | Brian Dunn           | 6–4, 6–3                |
| 1991                                                        | Thomas Enqvist              | Michael Joyce        | 6–4, 6–3                |
| 1990                                                        | Leander Paes                | Marcos Ondruska      | 7–5, 2–6, 6–4           |
| 1989                                                        | Nicklas Kulti               | Tood Woodbridge      | 6–4, 6–3                |
| 1988                                                        | Nicolás Pereira             | Guillaume Raoux      | 7–64, 6–2               |
| 1987                                                        | Diego Nargiso               | Jason Stoltenberg    | 7–66, 6–4               |
| 1986                                                        | Eduardo Vélez               | Javier Sánchez       | 6–3, 7–5                |
| 1985                                                        | Leonardo Lavalle            | Eduardo Velez        | 6–4, 6–4                |
| 1984                                                        | Mark Kratzmann              | Stefan Kruger        | 6–4, 4–6, 6–3           |
| 1983                                                        | Stefan Edberg               | John Frawley         | 6–3, 7–65               |
| 1982                                                        | Pat Cash                    | Henrik Sundström     | 6–4, 56–7, 6–3          |
| 1981                                                        | Matt Anger                  | Pat Cash             | 7–63, 7–5               |
| 1980                                                        | Thierry Tulasne             | Hans-Dieter Beutel   | 6–4, 3–6, 6–4           |
| 1979                                                        | Ramesh Krishnan             | David Siegler        | 6–0, 6–2                |
| 1978                                                        | Ivan Lendl                  | Jeff Turpin          | 6–3, 6–4                |
| 1977                                                        | Van Winitsky                | Eliot Teltscher      | 6–1, 1–6, 8–6           |
| 1976                                                        | Heinz Günthardt             | Peter Elter          | 6–4, 7–5                |
| 1975                                                        | Chris Lewis                 | Ricardo Ycaza        | 6–1, 6–4                |
| 1974                                                        | Billy Martin                | Ashok Amritraj       | 6–2, 6–1                |
| 1973                                                        | Billy Martin                | Colin Dowdeswell     | 6–2, 6–4                |
| 1972                                                        | Björn Borg                  | Buster Mottram       | 6–3, 4–6, 7–5           |
| 1971                                                        | Robert Kreiss               | Stephen Warboys      | 2–6, 6–4, 6–3           |
| 1970                                                        | Byron Bertram               | Frank Gebert         | 6–0, 6–3                |
| 1969                                                        | Byron Bertram               | John Alexander       | 7–5, 5–7, 6–4           |
| 1968                                                        | John Alexander              | Jacques Thamin       | 6–1, 6–2                |
| 1967                                                        | Manuel Orantes              | Mike Estep           | 6–2, 6–0                |
| 1966                                                        | Vladimir Korotkov           | Brian Fairlie        | 6–3, 11–9               |
| 1965                                                        | Vladimir Korotkov           | Georges Goven        | 6–2, 3–6, 6–3           |
| 1964                                                        | Ismail El Shafei            | Vladimir Korotkov    | 6–2, 6–3                |
| 1963                                                        | Nicky Kalogeropoulos        | Ismail El Shafei     | 6–4, 6–3                |
| 1962                                                        | Stanley Matthews            | Alex Metreveli       | 10–8, 3–6, 6–4          |
| 1961                                                        | Clark Graebner              | Ernst Blanke         | 6–3, 9–7                |
| 1960                                                        | Rodney Mandelstam           | Jaidip Mukerjea      | 1–6, 8–6, 6–4           |
| 1959                                                        | Toomas Leius                | Ronald Barnes        | 6–2, 6–4                |
| 1958                                                        | Butch Buchholz              | Premjit Lall         | 6–1, 6–3                |
| 1957                                                        | Jimmy Tattersall            | Ivo Ribeiro          | 6–2, 6–1                |
| 1956                                                        | Ronald Holmberg             | Rod Laver            | 6–1, 6–1                |
| 1955                                                        | Mike Hann                   | Jan-Erik Lundquist   | 6–0, 11–9               |
| 1954                                                        | Ramanathan Krishnan         | Ashley Cooper        | 6–2, 7–5                |
| 1953                                                        | Billy Knight                | Ramanathan Krishnan  | 7–5, 6–4                |
| 1952                                                        | Bobby Wilson                | Trevor Fancutt       | 6–3, 6–3                |
| 1951                                                        | Johann Kupferburger         | K. Mobarek           | 8–6, 6–4                |
| 1950                                                        | John Horn                   | K. Mobarek           | 6–0, 6–2                |
| 1949                                                        | Staffan Stockenberg         | Jonh Horn            | 6–2, 6–1                |
| 1948                                                        | Staffan Stockenberg         | Dezso Vad            | 6–0, 6–8, 5–7, 6–4, 6–2 |
| 1947                                                        | Kurt Nielsen                | Sven Davidson        | 8–6, 6–1, 9–7           |